# Don Larway
John Donald Larway dit Don Larway (né le 12 février 1954 à Oak Lake (Canada) et  mort le 8 novembre 2019 à Houston  (États-Unis)) est un joueur professionnel de hockey sur glace.

## Biographie
Né le 12 février 1954 à Oak Lake au Manitoba (Canada) où il grandit, Don Larway est le deuxième de sept enfants de Ray et Marg Larway. À 15 ans, il quitte la maison pour commencer sa carrière de hockey avec les Kings de Dauphin.

### Carrière
Après avoir joué trois saisons avec les Kings de Dauphin dans la Ligue de hockey junior du Manitoba à partir de 1969, il rejoint l'équipe junior de la Ligue de hockey de l'Ouest du Canada des Jets de Winnipeg et en 1973-1974 il joue un peu avec l'équipe de Winnipeg et un peu avec les Broncos de Swift Current.
Lors de l'été suivant, il participe aux repêchages des deux ligues majeures d'Amérique du Nord : la Ligue nationale de hockey et l'Association mondiale de hockey.
Ainsi, il est choisi lors de la première ronde du repêchage 1974 par les Bruins de Boston de la LNH, le 18e joueur choisi au total et le premier choix des Bruins. À l'occasion du repêchage amateur de l'AMH, il est également choisi en première ronde, le troisième joueur au total après Pat Price et Mike Will. Quelque temps plus tard, les Stingers échangent ses droits aux Aeros de Houston en retour de ceux de Dick Spannbauer. Il va alors passer les quatre saisons suivantes avec les Aeros, jouant quelques matchs en 1976-77 avec les Blazers d'Oklahoma City de la Ligue centrale de hockey.
En 1978-1979, il joue dans l'AMH pour les Racers d'Indianapolis mais à la suite de l'arrêt de la franchise après 25 matchs de la saison, également avec les Americans de Rochester de la Ligue américaine de hockey. Au cours des 25 matchs, il jouera aux côtés de Wayne Gretzky, futur vedette de la LNH. Il met fin à sa carrière à l'issue de la saison 1979-1980.
Don Larway meurt le 8 novembre 2019 à Houston au Texas (États-Unis)).

## Statistiques
Pour les significations des abréviations, voir Statistiques du hockey sur glace.
| Saison     | Équipe                    | Ligue      |     | Saison régulière | Saison régulière | Saison régulière | Saison régulière | Saison régulière |    | Séries éliminatoires | Séries éliminatoires | Séries éliminatoires | Séries éliminatoires | Séries éliminatoires |
| Saison     | Équipe                    | Ligue      | PJ  | B                | A                | Pts              | Pun              | PJ               | B  | A                    | Pts                  | Pun                  |                      |                      |
| 1969-1970  | Kings de Dauphin          | LHJM       | 40  | 26               | 29               | 55               | 123              | -                | -  | -                    | -                    | -                    |                      |                      |
| 1970-1971  | Kings de Dauphin          | LHJM       | 45  | 28               | 27               | 55               | 140              | -                | -  | -                    | -                    | -                    |                      |                      |
| 1971-1972  | Kings de Dauphin          | LHJM       | 40  | 26               | 29               | 55               | 123              | -                | -  | -                    | -                    | -                    |                      |                      |
| 1972-1973  | Jets de Winnipeg          | LHOC       | 67  | 35               | 31               | 66               | 147              | -                | -  | -                    | -                    | -                    |                      |                      |
| 1973-1974  | Clubs de Winnipeg         | LHOC       | 19  | 9                | 7                | 16               | 57               | -                | -  | -                    | -                    | -                    |                      |                      |
| 1973-1974  | Broncos de Swift Current  | LHOC       | 47  | 37               | 29               | 66               | 118              | -                | -  | -                    | -                    | -                    |                      |                      |
| 1974-1975  | Aeros de Houston          | AMH        | 76  | 21               | 14               | 35               | 59               | 13               | 3  | 1                    | 4                    | 8                    |                      |                      |
| 1975-1976  | Aeros de Houston          | AMH        | 79  | 30               | 20               | 50               | 56               | 16               | 7  | 5                    | 12                   | 21                   |                      |                      |
| 1976-1977  | Blazers d'Oklahoma City   | LCH        | 2   | 1                | 0                | 1                | 17               | -                | -  | -                    | -                    | -                    |                      |                      |
| 1976-1977  | Aeros de Houston          | AMH        | 75  | 11               | 13               | 24               | 112              | 3                | 1  | 0                    | 1                    | 0                    |                      |                      |
| 1977-1978  | Aeros de Houston          | AMH        | 69  | 24               | 35               | 59               | 52               | 6                | 1  | 2                    | 3                    | 4                    |                      |                      |
| 1978-1979  | Americans de Rochester    | LAH        | 37  | 13               | 11               | 24               | 55               | -                | -  | -                    | -                    | -                    |                      |                      |
| 1978-1979  | Racers d'Indianapolis     | AMH        | 25  | 8                | 10               | 18               | 39               | -                | -  | -                    | -                    | -                    |                      |                      |
| 1979-1980  | Wings de Kalamazoo        | LIH        | 12  | 3                | 3                | 6                | 16               | -                | -  | -                    | -                    | -                    |                      |                      |
| 1979-1980  | Red Wings de l'Adirondack | LAH        | 48  | 12               | 15               | 27               | 15               | 5                | 1  | 1                    | 2                    | 0                    |                      |                      |
| Totaux AMH | Totaux AMH                | Totaux AMH | 324 | 94               | 92               | 186              | 318              | 38               | 12 | 8                    | 20                   | 33                   |                      |                      |